# Sanzar
Sanzar, Guralaš popř. Kly je řeka v Džizzackém vilajátu v Uzbekistánu. Je dlouhá 198 km. Povodí má rozlohu 2530 km² k začátku zavlažovacího rozvětvení.

## Průběh toku
Pramení na severním svahu Turkestánský hřbetu. Ústí do bezodtokého jezera Tuzkan na západním okraji Hladové stepi.

## Vodní stav
Zdroj vody je převážně sněhový. Nejvyšší průtoky nastávají od konce března do začátku července. Průměrný roční průtok vody ve vzdálenosti 158 km od ústí činí 2,12 m³/s a na začátku zavlažovacího rozvětvení 4 m³/s.

## Využití
Voda z řeky se široce využívá na zavlažování. Přivaděčem Iskitjujatartar do Sanzaru přitéká voda z řeky Zeravšan. Pod Džizzackou oázou do něj ústí Jihohladovostepní kanál.